# Paolo Corradini

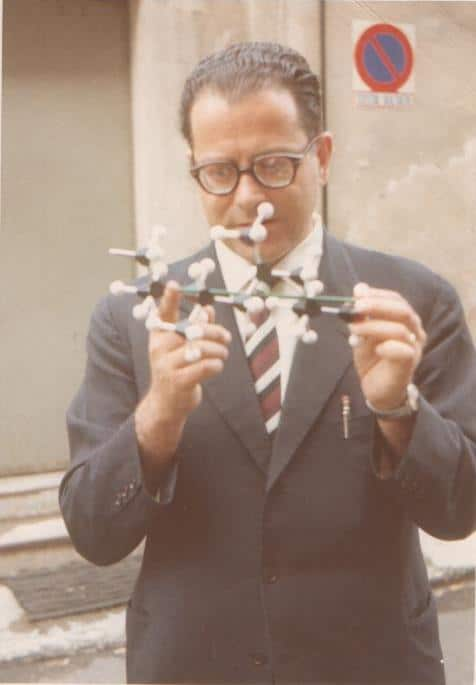
Il prof. Paolo Corradini

Paolo Corradini (Roma, 19 ottobre 1930 – Roma, 27 febbraio 2006) è stato un chimico italiano, tra i principali chimici italiani della seconda metà del Novecento.

## Biografia
Paolo Corradini nacque a Roma nel 1930, il padre, Corrado, era direttore didattico di una scuola elementare, la madre, Bianca, era maestra elementare. Ottenuto il diploma di maturità classica a sedici anni, nel 1951/1952 si laureò in Chimica presso l'Università di Roma "La Sapienza". Nel 1952 entrò a far parte del gruppo di ricerca di Giulio Natta, all’Istituto per la Chimica Industriale del Politecnico di Milano. Dal 1960 al 1961 fu professore ordinario di Chimica generale presso l'Università degli Studi di Cagliari. Nel 1961 fu chiamato come professore ordinario, presso l'Università degli Studi di Napoli Federico II, prima sulla cattedra di Chimica generale, poi dal 1991 al 2003, quella di Chimica industriale. Nel 2003 fu nominato professore emerito dell'Università di Napoli. Dal 1968 al 1969 insegnò presso il Politecnico di Brooklyn a New York e nel 1987, per sei mesi, insegnò presso l'Università di Mogadiscio in Somalia. Fu membro corrispondente dell'Accademia Nazionale dei Lincei (1987-1993), poi dal 1993 membro ufficiale e, negli ultimi anni, ne fu anche revisore contabile. 
Paolo Corradini era fratello del sinologo e accademico italiano Piero Corradini (1933-2006). 

## Attività scientifica
Paolo Corradini fu uno dei più stretti collaborati e allievi di Giulio Natta nelle ricerche che portarono alla scoperta dei primi polimeri poliolefinici stereoregolari, per i quali Natta vinse nel 1963 il Premio Nobel; a Corradini, in particolare, si devono i primi studi sulla struttura e sulle potenzialità applicative del polipropilene isotattico, noto anche come "Moplen". È considerato tra i padri fondatori della scuola macromolecolare italiana. Durante la sua lunga carriera accademica fu autore di oltre 400 pubblicazioni scientifiche. È stato direttore della VII Sezione del Centro Nazionale di Chimica delle Macromolecole del CNR, e poi per lunghi anni Presidente del Consiglio Scientifico dell’Istituto di Ricerche su Tecnologia dei Polimeri e Reologia del CNR. Dal 1989 al 1990 fu presidente della Federazione Europea dei Polimeri. 

## Premi e riconoscimenti
- Il 3 settembre 2005, in occasione dell’apertura del XVII Convegno dell’Associazione di Scienza e Tecnologia delle Macromolecole, il Rettore dell'Università di Napoli gli ha consegnato il sigillo d’oro dell’Ateneo Federiciano.
- Il Dipartimento di scienze chimiche dell'Università di Napoli "Federico II" è intitolato alla sua memoria[5]
- Nel 1992 e nel 2003 ha vinto la medaglia d'oro "Giulio Natta" della Società Chimica Italiana[6].